# Dananananaykroyd
Dananananaykroyd was een Schotse indie-rock en post-hardcoreband uit Glasgow. De band werd in 2006 opgericht en speelt wat het zelf noemt "fight pop". De naam is een speelse variatie op de naam van de acteur Dan Aykroyd en de themamuziek van de tv-serie Batman.

## Carrière
In 2006 bracht Dananananaykroyd de singles "Totally Bone" en "Some Dresses" uit en in juni 2008 de eerste ep, Sissy Hits. Kort daarop signeerde de band een platencontract bij Best Before Records en nam met producer Machine het debuutalbum Hey Everyone! op.
Dananananaykroyd toerde in die periode met bands als Foals, Queens of the Stone Age en de Kaiser Chiefs. In augustus 2009 brak zanger John Baillie Junior zijn arm bij een stagedive tijdens een concert in Sydney, waardoor hij nu permanent vier metalen schroeven in zijn arm heeft. De band stelde de tournee slechts drie weken uit.
Het nummer "Black Wax" werd in 2010 gebruikt in de voetbalgame FIFA 10. In juni 2011 kwam het tweede album, getiteld There is a Way, uit, geproduceerd door Ross Robinson.
Na een afscheidstournee hief de band zich op 12 november 2011 op.
John Baillie Jr, David Roy, Ryan McGinness en Paul Bannon zijn daarna verdergegaan in Alarm Bells, Duncan Robertson en Paul Carlin hebben sindsdien Ex Teens opgericht en Calum Gunn is onderdeel gaan uitmaken van de punkband Her Parents.

## Discografie

### Albums
- Hey Everyone! (2009)
- There Is A Way (2011)

### Singles
- Totally Bone / Hey Giles (2007)
- Some Dresses / Genuine Lbs (2007)
- Pink Sabbath / Chrome Rainbow (2008)
- Black Wax / No Wage (2009)
- Some Dresses / America Runs On Duncan
- Muscle Memory (2011)
- Think And Feel (2011)

### Ep's
- Sissy Hits (2008)